# 圆耳假福王草
圆耳假福王草（学名：Paraprenanthes auriculiformis）为菊科假福王草属的植物，为中国的特有植物。分布于中国大陆的云南等地，生长于海拔1,900米的地区，多生长在山坡草地，目前尚未由人工引种栽培。